# Musees de Sakura
『Musees de Sakura』（ミュゼ・ド・サクラ）は、丹下桜初のセルフカバーアルバム。2010年2月10日、Peertoneより発売。丹下桜ソロ楽曲に加えて、カードキャプターさくらやMAICO2010主題歌を収録している。

## 収録曲
1. You Are My Destiny
  - 作詞・作曲・編曲：伊藤利恵子
  - 新曲。ラジオ「丹下桜のRADIO・A・La・Mode」オープニング
2. Catch You Catch Me
  - 作詞・作曲：広瀬香美、編曲：成田旬
  - グミの楽曲カバー。
3. 今はまだ遠いLovesong
  - 作詞・作曲：松浦有希、編曲：伊藤利恵子
4. デフォルトの笑顔
  - 作詞：sora、作曲：船山基紀、編曲：良原リエ
5. あなたのやり方でだきしめて
  - 作詞・作曲：かの香織、編曲：オオニシユウスケ
6. Neo-Generation
  - 作詞：丹下桜、作曲：相川夏生、編曲：水田俊一郎
7. 2色だけのパレット
  - 作詞・作曲：宮島律子、編曲：末延孝雄
8. あなたといれば
  - 作詞：松宮恭子、作曲：岩崎文紀、編曲：末延孝雄
9. tune my love
  - 作詞：丹下桜、作曲：ながつきまろん、編曲：上野義雄
10. それがあなたのいいところ
  - 作詞：丹下桜、作曲：宮島律子、編曲：上野義雄
11. プラチナ
  - 作詞：岩里祐穂、作曲：菅野よう子、編曲：成田旬
  - 坂本真綾の楽曲カバー
12. Stand by Me
  - 作詞：丹下桜、作曲：坂下正俊、編曲：成田旬